# 曹勛 (宣和進士)
曹勋（1096年—1174年），字公显，号松隐，颍昌阳翟（今河南禹县）人。

## 生平
紹聖三年（1096年）出生。宣和五年（1123年），以荫补承信郎，赴进士廷试，赐同进士出身甲科。靖康之禍時隨宋徽宗、宋钦宗北上，至燕山時奉诏脫逃，带有徽宗半臂绢书和憲節皇后的金耳環南归。建炎元年（1127年）秋，至南京（今河南商丘）向宋高宗上御衣书，建议“募死士航海入金国东京，奉徽宗由海道归。”宰相黄潜善责难曹勋的建议荒诞不经，要求皇帝将他贬斥到外地。绍兴十一年宋金和议成，充报谢副使，與何鑄出使金國，请还徽宗灵柩及韦太后。绍兴十五年，定居浙江台州天台。绍兴二十九年再次使金。绍兴三十年，提举万寿观。乾道七年（1171年）起提举皇城司。淳熙元年（1174年）卒。赠少保，谥忠靖。著有《松隐文集》四十卷、《北狩见闻录》等。

## 家族
父曹组，北宋末词人。
有子曹耜、曹耘。